# Jurij Luzjkov
Jurij Michajlovitj Luzjkov (ryska: Юрий Михайлович Лужков), född 21 september 1936 i Moskva, död 10 december 2019 i München, Tyskland, var en rysk politiker. Han var Moskvas borgmästare mellan 1992 och 2010.

## Biografi
Luzjkov studerade vid högskolan för petroleum- och naturgasindustri i Moskva, där han tog ingenjörsexamen 1958. Från 1964 innehade han flera uppdrag som avdelningschef inom Sovjetunionens ministerium för kemisk industri. Åren 1975–90 var han ledamot av Moskvas stadsfullmäktige, och 1987–90 ledamot av Ryska SFSR:s högsta sovjet. I juni 1991 utsågs Luzjkov till vice borgmästare i Moskva under Gavriil Popov, och tog i juni året därpå över borgmästarposten på begäran av president Boris Jeltsin. I borgmästarvalen 1996, 1999 och 2003 blev han omvald till posten.
Under Luzjkovs borgmästarskap kom stadens ekonomi och näringsliv att expandera. Han kom även att initiera ett flertal omfattande infrastruktur- och byggprojekt, bland annat återuppbyggnaden av Kristus Frälsarens katedral mellan 1995 och 2000, konstruktionen av en ringled kring staden samt ett stort antal moderna skyskrapor. För detta kritiserades han samtidigt för att inte ta hänsyn till stadens historiska bebyggelse, och för att ge flera kontrakt till det byggföretag som ägdes av hans hustru, Jelena Baturina. Luzjkov slog även hårdhänt ner på protestyttringar i Moskva. Bland annat förbjöd han prideparader i staden och kallade dem ”satanistiska”.
Luzjkov kom även att bli en politisk maktfaktor på nationell nivå. Under 1990-talet ansågs han som en möjlig kandidat att efterträda Boris Jeltsin på presidentposten, men efter att ha deltagit i grundandet av partiet Enade Ryssland år 2001 kom han att stödja Vladimir Putins presidentskap.
Under 2000-talet minskade Luzjkovs popularitet som borgmästare, i takt med att anklagelser om omfattande korruption och maktmissbruk riktades mot honom. År 2010 uppmanades han av regeringen att avgå, men efter att ha vägrat avskedades han på order av president Dmitrij Medvedev i september 2010. Han avled i München i december 2019 efter en hjärtoperation.

## Utmärkelser

### Sovjetunionen
- Medaljen ”För utveckling av jungfruland”, 1954.
- Arbetets Röda Fanas orden, 1976.[1]
- Leninorden, 1981.[1]
- Medaljen ”För förstärkande av vapenbrödraskap”.

### Ryssland
- Medaljen ”Försvarare av ett fritt Ryssland”, 1993.[1]
- Ärans orden, 2000.[1]
- Militärförtjänstorden, 2003.[1]
- Fäderneslandets förtjänstorden[1]
  -   Fjärde klassen, 2016.[7]
  -   Tredje klassen.[8]
  -   Andra klassen, 1995.[8]
  -   Första klassen, 2006.[8]
- Kaliningrad oblasts förtjänstorden, 2009.[8]
- Medalj till minne av Moskvas 850-årsjubileum.[8]
- Medalj till minne av Sankt Petersburgs 300-årsjubileum.[8]

### Utländska utmärkelser
- Belarusiska Francysk Skaryna-medaljen, 1996.[8]
- Belarusiska Francysk Skaryna-orden, 2001.[8]
- Femte klassen av Ukrainska Furst Jaroslav den vises orden, 2004.[9]
- Belarusiska Orden för folkens vänskap, 2005.[1]
- Bayerska förtjänstorden, 2006.[10]
- Kirgiziska Danakerorden, 2006.[1]
- Armeniska Sankt Mesrop Masjtots orden.[1]
- Mongoliska Nordstjärneorden.[1]
- Riddare av Libanesiska Cederträorden.[8]